# Samantha Droke
Samantha Raye Droke (n. 8 de noviembre de 1987) es una actriz estadounidense.

## Vida y carrera
Samantha Droke nació en De Leon, Texas, Estados Unidos. Hizo su debut cinematográfico en la película Truce junto a Buck Taylor, en la que interpreta a Jenny, una joven que es enviada a vivir con su abuelo después de que su madre muere. Droke apareció en programas de televisión tales como Gilmore Girls, The Suite Life of Zack & Cody, Eastwick y CSI: Crime Scene Investigation. Droke tiene una línea de ropa junto con su hermana llamada "Live in Love" y de igual manera comenzó su propia línea de camisetas llamada "Imagine The Love". En 2009 mantuvo una relación sentimental con Carlos Pena. En ese año protagonizó un cortometraje llamado "BOO", dirigido por David Henrie. En 2011, Samantha y Carlos pusieron fin a su relación.

## Filmografía
| Año       | Título                                   | Rol               | Notas                                                          |
| --------- | ---------------------------------------- | ----------------- | -------------------------------------------------------------- |
| 2005      | Truce                                    | Jenny             | Film Debut                                                     |
| 2005      | Jane Doe: The Wrong Face                 | Jen               | Película de televisión                                         |
| 2006      | Faceless                                 | Underaged girl    | Película de televisión                                         |
| 2006      | Don't Be Scared                          | Jessica           | Direct-to-DVD                                                  |
| 2006      | Gilmore Girls                            | Bonnie            | Serie de televisión (Episodio "Merry Fisticuffs")              |
| 2007      | Cory in the House                        | Sarah             | Serie de televisión (Episode "Monster's Ball")                 |
| 2007      | Arwin!                                   | Summer            | Piloto de la televisión sin vender                             |
| 2007      | The Suite Life of Zack & Cody            | Wanda             | Serie de televisión (Episodio "The Arwin That Came to Dinner") |
| 2007      | The Neighbor                             | Erin              | serie de TV                                                    |
| 2008      | Horton Hears a Who!                      | Hildy/Holly       | Película animada                                               |
| 2008–2009 | Poor Paul                                | Bonnie            | Series Regular                                                 |
| 2009      | Princess Protection Program              | Brooke Angels     | Película de televisión                                         |
| 2009      | Eastwick                                 | Stephie           | Serie de televisión (Episodio "Reaping and Sewing")            |
| 2009      | Eastwick                                 | Stephie           | Serie de televisión (Episodio "Madams and Madames")            |
| 2009      | Eastwick                                 | Stephie           | Serie de televisión (Episodio "Mooning and Crooning")          |
| 2010      | CSI: Crime Scene Investigation           | Cindy Medina      | Serie de televisión (Episode "Internal Combustion")            |
| 2010      | Medium                                   | Charlotte Spencer | Serie de televisión (Episodio "Smoke Damage")                  |
| 2011      | Seconds Apart                            | Eve               | Completada                                                     |
| 2011      | The Secret Life of the American Teenager | Robin             | 2 episodios                                                    |
| 2011      | God Bless America                        | papel secundario  | Película                                                       |
| 2015      | Cleveland Abduction                      | Amanda            | Película                                                       |